# Гуссола
Гуссола (итал. Gussola) — коммуна в Италии, располагается в регионе Ломбардия, подчиняется административному центру Кремона.
Население составляет 2799 человек, плотность населения составляет 112 чел./км². Занимает площадь 25 км². Почтовый индекс — 26040. Телефонный код — 0375.
В коммуне 25 марта особо празднуется Благовещение Пресвятой Богородицы.